# (36305) 2000 JZ56
2000 JZ56 (asteroide 36305) é um asteroide da cintura principal. Possui uma excentricidade de 0.13475220 e uma inclinação de 1.61208º.
Este asteroide foi descoberto no dia 6 de maio de 2000 por LINEAR em Socorro.